# Thomas Donovan

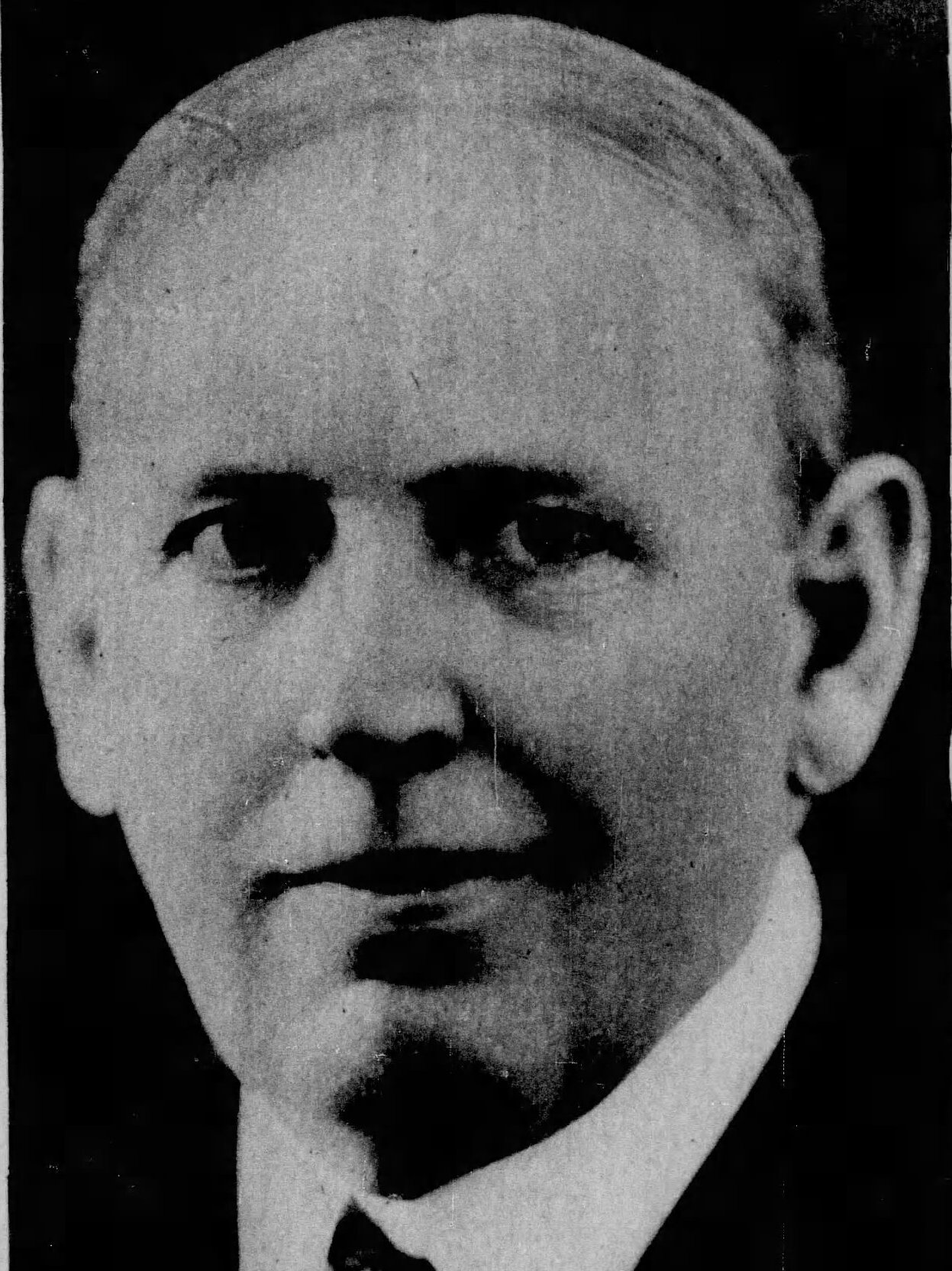
Thomas Donovan (1924)

Thomas Fanning Donovan (* 17. Dezember 1869 in Charlotte, Livingston County, Illinois; † 17. November 1946 in Chicago, Illinois) war ein US-amerikanischer Politiker. Zwischen 1933 und 1937 war er Vizegouverneur des Bundesstaates Illinois.

## Werdegang
Thomas Donovan wuchs auf einer Farm im Livingston County auf und absolvierte die Chatsworth High School. Zwischen 1889 und 1894 studierte er an der Valparaiso University in Indiana. Eines seiner Fächer war Jura. Nach seiner Zulassung als Rechtsanwalt begann er in Kankakee in diesem Beruf zu arbeiten. Später verlegte er seine Kanzlei nach Joliet. Er spezialisierte sich auf das Immobilien- und Eisenbahnrecht. Vor seiner Zulassung als Anwalt war er auch als Lehrer tätig. Dann schlug er als Mitglied der Demokratischen Partei eine politische Laufbahn ein. Im Jahr 1923 war er Leiter der Feuerwehr- und Polizeikommission der Stadt Joliet. Zwischen 1919 und 1925 gehörte er dem Staatsvorstand seiner Partei für Illinois an. Im Jahr 1929 war er auch Mitglied im Democratic National Committee. Von 1929 bis 1931 fungierte er als Staatsvorsitzender der Demokraten.
1932 wurde Donovan an der Seite von Henry Horner zum Vizegouverneur von Illinois gewählt. Dieses Amt bekleidete er zwischen dem 9. Januar 1933 und dem 4. Januar 1937. Dabei war er Stellvertreter des Gouverneurs. Im Juli 1940 nahm er als Delegierter an der Democratic National Convention in Chicago teil, auf der Präsident Franklin D. Roosevelt zum dritten Mal als Präsidentschaftskandidat nominiert wurde. Danach verliert sich seine Spur.